# イグナリナ原子力発電所

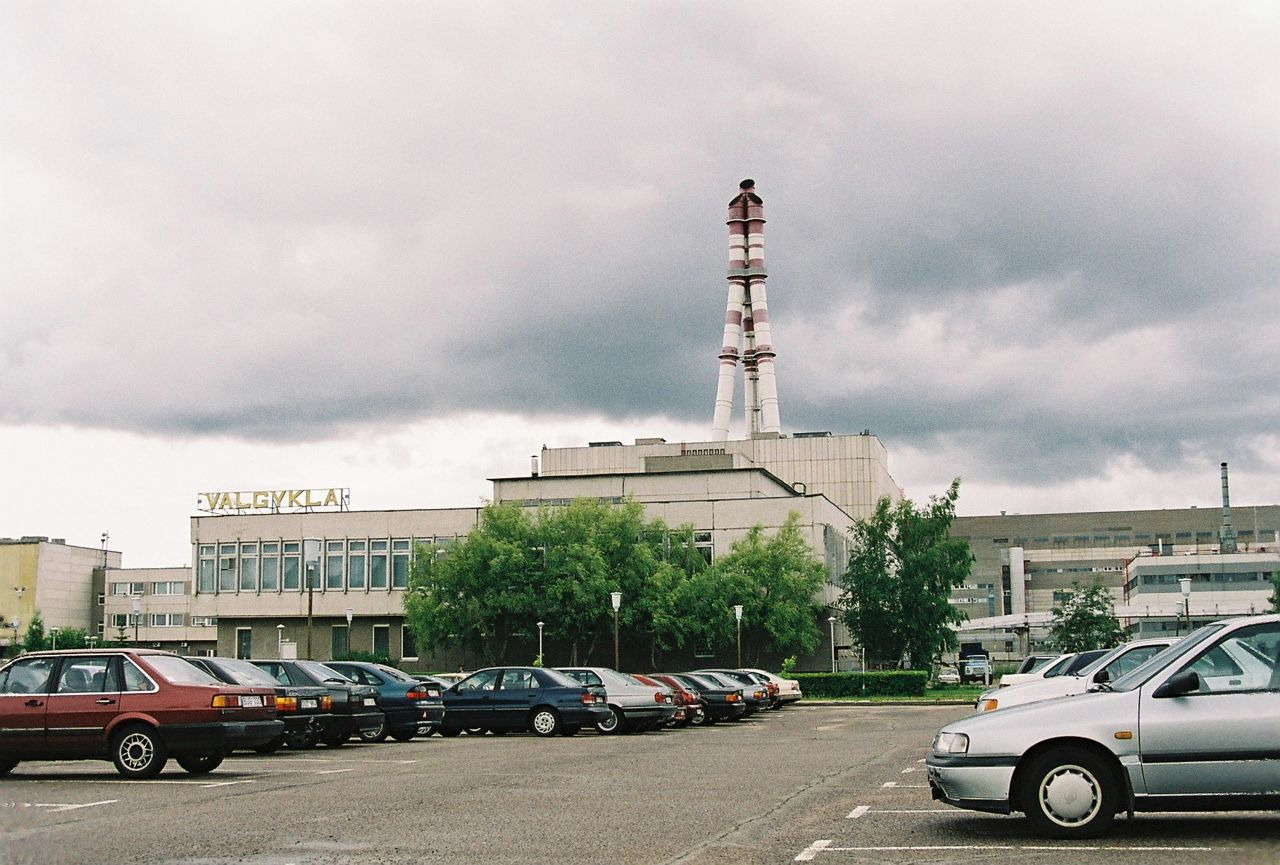
原子力発電所

イグナリナ原子力発電所（リトアニア語: Ignalinos atominė elektrinė、略称: Ignalinos AE、IAE）は、リトアニア・ヴィサギナスにあった、RBMK-1500型の原子力発電所である。原子炉を2つ備えており、同国唯一の原子力発電所であったが、1号機は2004年末、2号機は2009年末に稼動を停止した。「イグナリナ」とはヴィサギナスから最も近い街の名前。
2つの原子炉はともにソビエト連邦時代に建設され1986年に原発事故を起こしたチェルノブイリ原発と同型であり、危険性が指摘されていた。リトアニアは欧州連合 (EU) との加盟交渉においてイグナリナ原発の2つの原子炉を2009年までに停止することで合意し、1号機を2004年末に、残る2号機を2009年12月31日に停止した。付近の敷地においてイグナリナ原発に代わる原子力発電所（ヴィサギナス原子力発電所）の建設が計画されており、2011年12月に日立製作所がリトアニアのエネルギー省と仮契約に調印した。

## 地理
ヴィサギナスは、発電所で働く人々の居住区として新たに作られた街だった。元々そこは村すらもないところであったため、インフラ整備から開拓したようなものであった。水冷のために水の供給が必要であったため、リトアニア最大の湖として知られるドルークシェイに近くであったこの場所が選ばれた。なお、この湖はベラルーシとの国境に位置している。環境保護団体などはこの湖が原発に用いる水を供給するには小さすぎることを懸念しており、また平均水温の上昇が湖の生態系に影響を与えることも指摘している。

## 原子炉
イグナリナ原子力発電所はRBMK-1500型の原子炉で構成されている。ソビエト式のRBMK-1500型原子炉は、元々は1,500メガワット（150万キロワット）の電力を生み出す世界で最も強力な原子炉であったが、今では他の原子炉に取って代わられている。なお、チェルノブイリ原発事故の後は1,360メガワットにまで落とされていた。

## 歴史

### 建設と操業開始
建設準備は1974年から始められ、現地調査が開始されたのはその4年後であった。
1983年に第1号機の運転が開始され、その後1986年に第2号機が完成した。そのまま運転も開始される予定であったが、チェルノブイリ原発事故の影響で運転開始が1年延期され、翌年1987年に運転を開始した。また、同様の影響から第3号機の建設も延期され、結局1989年に建設計画は中止、そのまま解体された。

### 操業停止と国民投票
イグナリナ原発の原子炉は、チェルノブイリ原発のRBMK-1000型と炉心の格納構造の脆弱性という点で類似していることから、欧州連合 (EU) は原発の閉鎖を求めていた。そしてリトアニアもEU加盟に際して現存する原子炉の操業を停止することに同意していた。第1号機の操業停止前までリトアニアの全電力のおよそ80%を供給しているなど、リトアニアは、フランスとともにヨーロッパで最も原発に依存する国であった。そのため、EUは2013年まで原子炉廃用のための費用や補償のために資金援助することを決めている。
しかし一方で原発の操業停止にはリトアニア国民の強烈な反対もあった。発電所は地元経済を支えており、地元住民の補償のために観光などの新たな産業が促進されている。また操業停止に伴う電気料の高騰も指摘されており、多額の費用負担を懸念する声もある。
結局リトアニアは、EU加盟（2004年5月）に際し、2004年12月31日に第1号機の運転を終了した。同様に第2号機も2009年までの閉鎖が予定されていたが、同機は2006年までリトアニア国内の全供給の 70 % にあたる電力を供給しており、原発に大きく依存するリトアニアにとって第2号機の閉鎖は現実的な選択とは言えなかった。2008年10月12日に操業の続行をめぐる国民投票が行われ、投票者のおよそ9割は操業続行を支持したが、国民投票自体は投票率が50%を下回ったために無効となった。
リトアニアで電力の7割以上を供給し、近隣国にも電力を輸出してきたイグナリナ原子力発電所であったが、操業続行にならぬまま、EU加盟交渉での合意通り2009年12月31日夜11時（日本時間1日午前6時）に操業を停止した。リトアニアは、国内の火力・水力発電とロシアやウクライナなど近隣国からの電力輸入で需要をまかなう計画だが、電気料金は家庭向けが30%企業向けが20%値上がり（前年比）し、ロシアへのエネルギー依存も強まるとみられ、また、経済への影響が懸念されている。

## 新たな原発
操業停止により起こりうる電力不足に対応するため、イグナリナ原発と同じ場所に新たな原発を建設するべきだという議論が1990年代から2000年代にかけて起こった。2006年2月27日にトラカイでおこなわれたバルト三国首相会合で、3カ国はそれぞれの国営電力会社に対してリトアニアの新原発建設計画に投資するよう働きかける旨の公式声明を発表した。2007年6月28日、リトアニア議会は新原発建設のための新法を成立させ、建設は実行に移されることとなった。2008年7月30日、リトアニア・ラトビア・エストニア・ポーランドの電力会社は、3,000〜3,200ワットの電力を供給する新原子力発電所の建設に向けて、ヴィサギナス原子力発電所会社の開業に同意した。新原発の操業開始は2015年〜2018年になるものとみられている。なお、エストニアのアンシップ首相とエストニア電力のリーヴェC.E.O.は2008年10月31日、「エストニアが原子力発電の道を選択するのであれば、独自建設の路線が優先される」と述べ、リトアニアの新原発建設計画参加よりも自国の原発建設を優先することを示唆している。
その後2010年に新たな原子力発電所の建設に向け入札を行ったが、唯一応札した韓国電力公社 (KEPCO)が応札を取り下げ、建設計画は宙に浮いていた。東京電力福島第1原発事故後、世界の主要国で新設計画が一時中断したが、2011年12月にリトアニアのエネルギー省と日立は改良型沸騰水型軽水炉を建設する契約に仮調印した。2020年の稼働を予定し、他のバルト三国にも出資を呼びかけるとしている。
2012年6月21日の議会承認を受け、リトアニア政府は引き続き地域のパートナーや日立とプロジェクト会社の設立や出資契約について協議する。投資に関する最終的な合意は2015年になる見込み。